# Please Like Me
Please Like Me est une série télévisée australienne en 32 épisodes de 25-30 minutes, créée par Josh Thomas et diffusée entre le 28 février 2013 et le 14 décembre 2016 sur la chaîne ABC2.
Aux États-Unis, elle a été diffusée à partir du 1er août 2013 sur Pivot et au Canada à partir du 31 juillet 2015 sur CBC Television.
Dans tous les pays francophones, la série a été diffusée entre décembre 2016 et le 3 février 2017 en version originale sur Netflix.

## Synopsis
La série raconte l'histoire de Josh, un jeune Australien de 21 ans qui se découvre gay lorsqu'il rencontre Geoffrey, le nouveau collègue de son meilleur ami et colocataire Tom. La vie de Josh est également bouleversée par la tentative de suicide de sa mère. Cette dernière ne pouvant être laissée seule, cet incident va bouleverser le mode de vie de Josh. Il devra aussi maîtriser son père, en pleine crise de la cinquantaine, qui, après avoir divorcé de sa mère, a trouvé l'amour auprès d'une Thaïlandaise, Mae, plus jeune que lui.

## Distribution

### Acteurs principaux
- Josh Thomas : Josh
- Caitlin Stasey : Claire (exceptionnellement récurrente en saison 2)
- Thomas Ward : Tom
- Wade Briggs : Geoffrey (saison 1, invité saisons 2 et 4)
- Nikita Leigh-Pritchard : Niamh (saison 1, récurrente saison 2)
- David Roberts : Alan
- Debra Lawrance (en) : Rose
- Renee Lim : Mae
- Hannah Gadsby : Hannah (saisons 2 à 4)
- Charles Cottier (en) : Patrick (saison 2)
- Keegan Joyce (en) : Arnold (saisons 2 à 4)
- Emily Barclay (en) : Ella (saisons 3 et 4)

### Acteurs récurrents
- Judi Farr (en) : Peg (saison 1)
- Andrew S. Gilbert (en) : Rod (saison 1)
- Denise Drysdale (en) : Ginger (saison 2)
- Nick Cody : Steve (saison 2, invité saison 3)
- Charlotte Nicdao (en) : Jenny (saison 2)
- Bob Franklin (en) : Stuart (saisons 2 et 3)
- David Quirk (en) : Ben (saison 3, invité saison 4)

## Épisodes

### Première saison (2013)
1. Rhubarbe et crème anglaise (Rhubarb and Custard)
2. Pain perdu (French Toast)
3. Tartelettes portugaises (Portuguese Custard Tarts)
4. Buffet à volonté (All You Can Eat)
5. Œufs à l'espagnole (Spanish Eggs)
6. Sandwichs ratés (Horrible Sandwiches)[3]

### Deuxième saison (2014)
Le 26 juillet 2013, la série a été renouvelée pour une deuxième saison.
1. Lait (Milk)
2. Jambon (Ham)
3. Parmigiana (Parmigiana)
4. Gang Keow Wan (Gang Keow Wan)
5. Saucisse purée (Sausage Sizzle)
6. Lapin à la cocotte (Lapin La Cocotte)
7. Munchies (Scroggin)
8. Macaronis à la truffe (Truffled Mac and Cheese)
9. Petit café (Skinny Latte)
10. Margherita (Margherita)

### Troisième saison (2015)
Le 11 juillet 2014, la série a été renouvelée pour une troisième saison de 10 épisodes, diffusée depuis le 16 octobre 2015 sur Pivot.
1. Aubergine (Eggplant)
2. Gluten (Simple Carbohydrates)
3. Pièce montée (Croquembouche)
4. Bouteille d'eau (Natural Spring Water)
5. Coq au vin (Coq Au Vin)
6. Pancakes (Pancakes With Faces)
7. Pizza à la pâte feuilletée (Puff Pastry Pizza)
8. Amoxicilline (Amoxicillin)
9. Champagne (Champagne)
10. Triffle de Noël (Trifle)

### Quatrième saison (2016)
1. Baba ganousch (Babaganoush)
2. Porridge (Porridge)
3. Caviar Beluga (Beluga Caviar)
4. Menu dégustation (Degustation)
5. Salade mexicaine (Burrito Bowl)
6. Souvlaki (Souvlaki)

## Accueil
Please Like Me a été présentée en France lors de la quatrième édition du festival Séries Mania, à Paris, le 24 avril 2013.

## Nominations et récompense

### Récompenses
- Australian Academy of Cinema and Television Arts Awards 2014[9] :
  - « meilleur scénario à la télévision » pour Josh Thomas (épisode 207)
  - « meilleure performance dans une comédie télévisée » pour Debra Lawrance
- Australian Directors Guild Awards 2014[10]
  - « meilleure réalisation : comédie télévisée » pour Josh Thomas
- Australian Writers' Guild Awards 2014[11]
  - « meilleur scénario pour une comédie » pour Josh Thomas, Liz Doran et Thomas Ward

### Nominations
- Australian Academy of Cinema and Television Arts Awards 2014[9] :
  - « meilleure réalisation dans une comédie ou un drame télévisé » pour Matthew Saville (épisode 207)
  - « meilleure performance dans une comédie télévisée » pour Josh Thomas
  - « meilleur son à la télévision » pour John Wilkinson et Simon Rosenberg (épisode 207)
- Australian Screen Editors Awards 2014[12]
  - « meilleur montage pour une comédie télévisée » pour Julie-Anne De Ruvo
- GLAAD Media Awards 2014[13]
  - « meilleure comédie télévisée »
- International Emmy Awards 2014[14]
  - « meilleure comédie télévisée »
- Logie Awards 2014[15]
  - « meilleur programme de divertissement »
- Festival de la Rose d'or de Lucerne 2014[16]
  - Rose d'or de la sitcom